# Västra

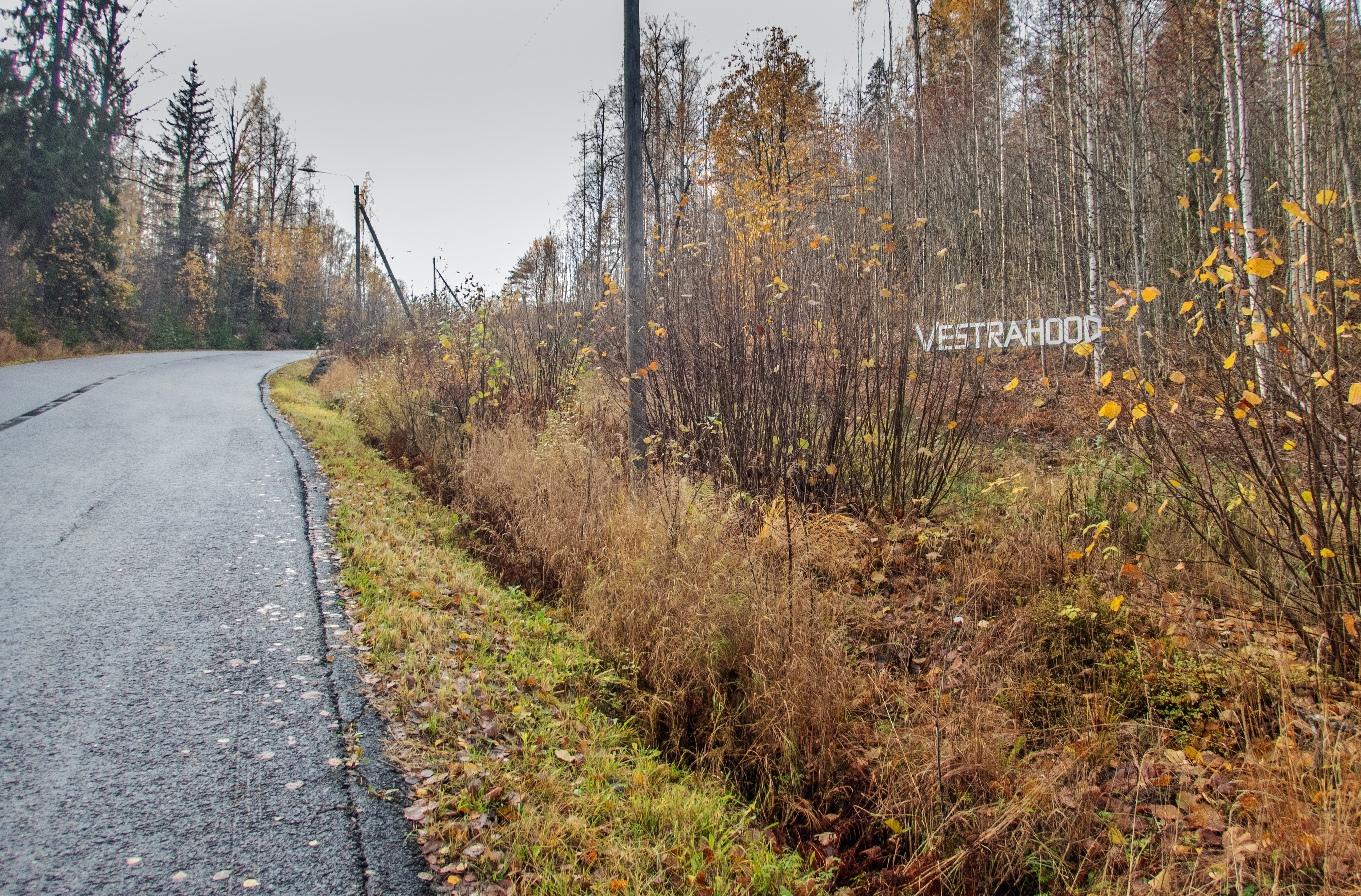
Skylt vid vägen då man närmar sig Västra.

Västra (finska: Vestra) är en stadsdel i Vanda stad i landskapet Nyland. 
Västra gränsar till grannkommunerna Nurmijärvi och Esbo. Grannstadsdelar i Vanda är Luhtabacka, Käinby och Petikko. 
Västra är ett småhus- och jordbruksområde. Landskapet består av bergiga backar, stora skogar, ådalar och åkrar. Vandas högsta backe, Kongobergen (81,5 meter över havet), ligger i stadsdelen. 